# Oospila fractimacula
Oospila fractimacula là một loài bướm đêm trong họ Geometridae.